# إديث بارغيتر
إديث بارغيتر (بالإنجليزية: Edith Pargeter)‏ (28 سبتمبر 1913 في المملكة المتحدة - 14 أكتوبر 1995 في المملكة المتحدة)؛ مترجمة، كاتِبة وروائية بريطانية.

## روابط خارجية
- إديث بارغيتر على موقع IMDb (الإنجليزية)
- إديث بارغيتر على موقع الموسوعة البريطانية (الإنجليزية)
- إديث بارغيتر على موقع ميوزك برينز (الإنجليزية)
- إديث بارغيتر على موقع قاعدة بيانات الفيلم (الإنجليزية)